# Jamblich

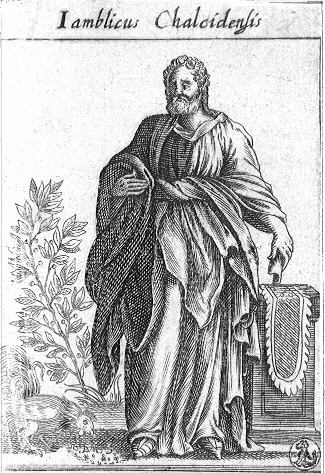

Jamblich (stgr. Ἰάμβλιχος, Iamblichos) (ur. ok. 250 w Chalkis, zm. w 326) – założyciel neoplatońskiej szkoły syryjskiej. Jest on jednym z ostatnich wybitnych pogańskich filozofów późnej starożytności, starającym się nadać nową teoretyczną podbudowę pod pogański politeizm. 

## Życie
Życie Jamblicha jest słabo znane. Według Księgi Suda i swojego biografa Eunapiusza urodził się w zamożnej rodzinie w Chalkis (w Celesyrii pod Libanem) ok. 250 roku lub 270 roku. Pobierał nauki u biskupa Laodycei Anatola. Następnie uczył się w Rzymie u Porfiriusza. Do rodzinnej Syrii powrócił ok. 303 - założył tam własną szkołę filozoficzną, tzw. platońską szkołę syryjską. Na wielkie uznanie, którym cieszył się Jamblich, wskazywać może przydomek "najbardziej boski", którym obdarzali go jego uczniowie. Pochowany został w cylindrycznym grobowcu w Palmirze nad Tygrysem.

## Pisma
Głównym pismem Jamblicha jest Zbiór nauk pitagorejskich w 10 księgach, z których zachowały się cztery początkowe i siódma, pod osobnymi tytułami. Księga I, nosząca tytuł Żywot Pitagorasa (Vita Pythagorae), stanowi bezkrytyczną kompilację legend mających, jak się zdaje, na celu przeciwstawienie cudom Chrystusa "jeszcze większych" cudów pitagorejskich. Księga II Zachęta do filozofii (Proptericus) składa się ze zdań wyjętych z dialogów Platona, tekstów pitagorejskich i Propteryka Arystotelesa, a kończy się wyjaśnieniem 39 zagadkowych zdań pitagorejskich. W księdze III zatytułowanej Popularna nauka matematyki (De communi scientia mathematica) wykłada Jamblich pitagorejską symbolikę liczb, odpowiedników platońskich idei. Księga IV O arytmetyce Nikomacha (In Nicomachi arithmeticum introductio) zawiera komentarz do Arytmetyki neopitagorejczyka Nikomacha. Zaginiona księga V dotyczyła fizyki, VI - etyki, VII - porusza zagadnienie teologicznego znaczenia liczb. W końcowych księgach zawarty był wykład muzyki, geometrii i astronomii.
Oprócz teologii pitagorejskiej Jamblich wyłożył również teologię chaldejską w obszernym, liczącym co najmniej 28 ksiąg dziele O najdoskonalszej teologii chaldejskiej. Psychologią zajmował się w traktacie O duszy. Zachowały się fragmenty jego listów o poszczególnych cnotach: sprawiedliwości, roztropności, umiarkowaniu, męstwie. Napisał też szereg komentarzy do dialogów Platona i pism Arystotelesa, o których mówią późniejsi komentatorzy. Zajmował się także retoryką w traktacie O osądzaniu najlepszego stylu, w którym opowiadał się za stylem średnim, wzorowanym na Homerze, Platonie i Demostenesie, idąc w swych poglądach za popularnym wśród platoników Hermogenesem.
Jego styl biograf Eunapiusz stawia niżej od stylu Porfiriusza. Zachowane pisma Jamblicha mają miejscami zabarwienie retoryczne, na ogół są jednak pisane w sposób prosty, przeważnie jasny, choć monotonny.

## Myśl

### Metafizyka
Bronił teurgii przed krytyką i podbudował ją na podłożu teoretycznym. Mnożył neoplatońskie hipostazy w celu uzasadnienia politeizmu. Każdej hipostazie przypisani byli odpowiedni bogowie.
System hipostaz Jamblicha przedstawiał się następująco:
- Pierwsza Zasada, Pierwsze Jedno - zasada całkowicie niewysławialna
- Druga Zasada, Drugie Jedno
- Świat Umysłu:
  - Poziom tego, co inteligibilne - dzielone na trzy triady
  - Poziom tego, co inteligibilne i intelektualne - dzielone na trzy triady
  - Poziom tego, co intelektualne - dzielone na jedną triadę lub trzy triady i jedną hebdomadę (siódemkę)[8]
- Dusza
  - Dusza ponadkosmiczna
  - Dusza całości
  - Dusze poszczególne

### Teurgia
Jamblich pojmował teurgię jako praktykę (sztukę), dzięki której za pomocą działań, symboli i formuł niezrozumiałych dla rozumu ludzkiego, ale zrozumiałych dla bogów, człowiek może się zjednoczyć z bogami i wykorzystać ich moce i wpływy (możliwości) dla siebie. Teurgiczne zjednoczenie ma charakter pozaracjonalny i wiązane jest nie z działalnością człowieka, lecz z inicjatywą samych bóstw.

### Interpretacja klasycznych tekstów
Jamblich zajmował się również interpretacją klasycznych tekstów filozoficznych (m.in. Platona czy Arystotelesa). Wskazywał, że ich złożoność wymaga stosowania się do pewnych reguł interpretacyjnych, z których dwie najważniejsze to:
- interpretacja tekstów mając na uwadze zamierzony przez autora tekstu cel,
- interpretacja tekstów jako tworów wielopoziomowych.

## Dzieła
- Zbiór nauk pitagorejskich w 10 księgach, z których zachowały się księgi I-IV i VIII, używany w szkole Jamblicha jako wstępny podręcznik filozofii. Wydany w całości w 1857 przez Gustava Partheya, ponownie w 1966. Zbiór obejmuje m.in. pismo De vita pythagorica (polski przekład został zamieszczony w zbiorze Żywoty Pitagorasa, Wrocław 1993).
- O najdoskonalszej teologii chaldejskiej w przynajmniej 28 księgach,
- O posągach i obrazach,
- O duszy,
- Listy o poszczególnych cnotach (zachowane we fragmentach),
- O osądzaniu najlepszego stylu,
- Liczne komentarze do Arystotelesa, Platona i innych filozofów.